# Хан Доксу
Хан Док Су (кор. 한덕수?, 韓悳洙?; род. 18 июня 1949, Чонджу) — южнокорейский государственный и политический деятель, экономист и дипломат. Премьер-министр Республики Корея в 2022—2025 годах, а также в 2006 и 2007—2008 годах. После отстранения президента Юн Сок Ёля от должности в результате импичмента 14 декабря 2024 года стал исполняющим обязанности президента Кореи. 27 декабря 2024 года Хан был подвергнут импичменту всеми 192 присутствующими депутатами парламента. Хан Док Су стал первым в истории исполняющим обязанности президента Республики Корея, которому был объявлен импичмент. 24 марта 2025 года Конституционный суд отклонил импичмент Хана, после чего он вернулся к исполнению обязанностей президента и премьер-министра страны

## Биография

### Ранние годы
Хан Док Су родился 18 июня 1949 года в городе Чонджу провинции Чолла-Пукто.
В 1971 году окончил экономический факультет Сеульского национального университета в 1971 году и Гарвардский университет в 1984 году, c 1970 года начал свою карьеру в Национальной налоговой службе.

### Государственная служба
В 1982 году он работал в министерстве торговли, промышленности и энергетики.
С 1997 по 1998 год работал председателем патентного управления Республики Корея, а с 1998 по февраля 2001 года был министром торговли Республики Корея.
В 2001 году он был назначен постоянным представителем Республики Корея в ОЭСР, в 2003 году — директором Корейского института промышленной экономики и торговли.
С 15 марта 2005 по июля 2006 года он работал вице-премьером правительства, а также министром финансов и экономики. С 14 марта по 19 апреля 2006 года исполнял обязанности премьер-министра страны. В июле 2006 года он был назначен советником по экономическим вопросам президента Республики Корея Но Му Хёна.

### Премьер-министр
После отставки премьера-министра Хан Мёнсук, в апреле 2007 года стал премьером-министром страны.

### Работа послом и государственным служащим
9 марта 2009 года был назначен послом Республики Кореи в США. Проработал в этой должности до 17 февраля 2012 года.
с 2012 по 2015 год Хан Док Су занимал пост председателя Корейской ассоциации международной торговли.

### Возвращение в премьерское кресло
Хан занимал преподавательские должности в университетах Хонгик и Университете Данкук, прежде чем избранный президент Юн Сок Ёль выдвинул его на пост премьер-министра в апреле 2022 года. Во время слушаний по утверждению на должность Хан Док Су заявил, что стабилизация экономики будет его главным приоритетом на посту. В мае 2022 года Хан был в третий раз избран парламентом на должность премьер-министра в возрасте 72 лет, став самым пожилым человеком, занявшим этот пост в истории страны. «Демократическая партия», имевшая большинство мест в Национальном собрании, и «Партия справедливости» бойкотировали его утверждение.
21 сентября 2023 года Национальное собрание большинством из 175 голосов утвердило предложение оппозиции об отставке Хан Док Су с поста премьер-министра по причине его несоответствия занимаемой должности. Это стало первым в истории страны успешным голосованием за отставку премьер-министра. Однако президент не утвердил решение законодателей.
В феврале 2024 года, после того как был представлен правительственный план по увеличению приёма абитуриентов в медицинские вузы, тысячи врачей прекратили работу в знак протеста, заявив, что это ухудшит качество обслуживания. Протест привёл к значительным задержкам хирургических процедур и медицинского лечения. Хан приказал принять чрезвычайные меры для борьбы с кризисом, такие как использование телемедицины, увеличение количества операций в государственных больницах и открытие военных клиник. 22 февраля Хан объявил, что уровень опасности для здоровья в стране будет повышен до «серьёзного» во время совещания по борьбе со стихийными бедствиями. Спустя пару дней Хан объявил, что правительство направит военных и местных врачей для борьбы с продолжающейся чрезвычайной ситуацией.
10 апреля 2024 года Хан Док Су подал в отставку после поражения правящей партии «Сила народа» на парламентских выборах в 2024 году, но отставка так и не была принята президентом.
Перед объявлением 3 декабря 2024 года президентом Юн Сок Ёлем военного положения примерно в 22:17 состоялось пятиминутное заседание кабинета министров, на котором, по словам премьер-министра Хан Док Су, никто не согласился с идеей Юна. «Корея таймс» сообщала, что премьер-министр Хан Док Су был фактически отстранён от принятия решения. Около 2:30 ночи 4 декабря премьер-министр Хан Док Су рекомендовал президенту последовать решению Национального собрания и отменить военное положение. В ходе расследования обстоятельств введения военного положения, Хан Док Су был допрошен полицией и опрошен парламентом. На встрече 4 декабря премьер-министра Хана и лидера «Силы народа» Хан Дон Хуна с президентом Юном, последний заявил политикам, что считает свои действия законными.
После неудачной попытки импичмента Юна 7 декабря, премьер-министр Хан и лидер правящей партии «Сила народа» Хан Дон Хун 8 декабря предложили общественности план, при котором президент Юн формально остаётся в должности, а они совместно фактически исполняли бы его обязанности. Однако этот план подвергся широкой критике, а оппозиция назвала его антиконституционным и призвала правящую партию голосовать в следующий раз за импичмент.

### Исполняющий обязанности президента Республики Корея
14 декабря 2024 года в результате успешного импичмента президенту Юн Сок Ёлю, принял на себя исполнение обязанностей президента страны. После вступления Хана в должность между двумя ведущими партиями страны «Силой народа» и «Демократической партией» разгорелся спор, кто должен считаться правящей силой, так как Хан Док Су является независимым. Лидер «Демократической партии» Ли Чжэ Мён предложил сформировать консультативный орган между парламентом и правительством для стабилизации государственных дел, однако лидер парламентской фракции «Силы народа» Квон Сон Дон отклонил предложение, заявив: «„Сила народа“ по-прежнему является правящей партией», несмотря на меньшинство в парламенте и отстранение президента. На встрече со спикером Национального собрания У Вон Сиком, исполняющий обязанности президента Хан заявил, что правительство будет принимать решения на основе Конституции и законов. Спикер У же призвал совместно работать над созданием и функционированием национального консультативного органа по политике. Важным предметом разногласий между правящей и оппозиционной партиями является потенциальное применение Ханом президентского вето в отношении шести спорных законопроектов. В частности законов об управлении зерном, о расследовании специальными прокурорами введения военного положения и о расследовании в отношении правонарушений первой леди Ким Кон Хи. 19 декабря он наложил вето на шесть спорных законопроектов. Это предложение было одобрено на внеочередном заседании Кабинета министров, которое Хан провёл ранее в тот же день.
27 декабря 2024 года Хан был подвергнут импичменту всеми 192 присутствующими депутатами парламента. Хан Док Су стал первым в истории исполняющим обязанности президента Республики Корея, которому был объявлен импичмент. 24 марта 2025 года Конституционный суд отклонил импичмент Хана 5 голосами против 1, после чего он вернулся к исполнению обязанностей президента и премьер-министра.
Вернувшись к исполнению обязанностей президента, Хан пообещал обеспечить стабильное управление и защищать интересы страны в условиях торговой войны, навязанной Соединёнными Штатами, одновременно призывая к национальному единству на фоне импичмента Юн Сок Ёля. Одним из его первых действий по возвращении в должность стал надзор за реагированием на лесными пожарами, которые он назвал самыми страшными в истории страны.
1 апреля 2025 года Хан наложил вето на поправку к Закону о торговле, которая расширила бы фидуциарные обязанности корпоративных директоров с исключительно «компании» на «компанию и её акционеров», сославшись на возможные последствия для деловой среды и конкурентоспособности как крупных, так и малых предприятий.
8 апреля 2025 года Хан провел свой первый телефонный разговор с президентом США Дональдом Трампом. Хан заявил, что не присоединится к Китаю и Японии в совместных ответных мерах против введённых Трампом пошлин. В тот же день Хан назначил Ма Ын Хёка на девятую и оставшуюся вакансию в Конституционном суде и объявил о двух кандидатурах на замену судей, уходящих в отставку 18 апреля. Кандидатуры подверглись критике со стороны «Демократической партии» (ДП) и других оппозиционных партий, при этом ДП отметила, что один из кандидатов, министр государственного законодательства Ли Ван Гю, находится под следствием Управления по расследованию коррупции среди высокопоставленных должностных лиц (УРК) по обвинению в мятеже, связанном с объявлением военного положения Юн Сок Ёлем. 16 апреля Конституционный суд принял постановление спикера Национального собрания У Вон Сика о судебном запрете на выдвижение кандидатур до вынесения окончательного решения по делу о том, имеет ли Хан, как премьер-министр и одновременно исполняющий обязанности президента, полномочия выдвигать и назначать судей Конституционного суда.
29 апреля 2025 года Хан наложил вето на законопроект, который ограничил бы его полномочия по выдвижению или назначению судей Конституционного суда, сославшись на противоречие конституционным положениям, касающимся полномочий исполняющих обязанности президента.
1 мая 2025 года он объявил о своей отставке со всех должностей, начиная со 2 мая, для участия в президентских выборах, мотивируя это желанием «объединить страну и предотвратить крайние политические столкновения».

### После отставки
В ходе предвыборной кампании 2025 года пообещал после избрания исполнять обязанности президента всего три года, чтобы проконтролировать внесение поправок в Конституцию, решить проблемы, вызванные тарифной политикой США, и содействовать национальному единству.
Первым предвыборным мероприятием Хана было посещение Национального кладбища 18 мая, посвященного памяти жертв восстания в Кванджу. Однако протестующие не дали ему войти на территорию кладбища. Кроме того, один из протестующих ударил его по голове плакатом.
Хан также вёл переговоры с кандидатом от «Силы народа» (СН) Ким Мун Су о выдвижении единого консервативного кандидата на президентских выборах. При этом Хан заявил, что не будет регистрировать свою кандидатуру до тех пор, пока не будет достигнуто окончательное соглашение с Кимом о едином кандидате. В то же время Ким заявил, что СН и её председатель Квон Ён Се в одностороннем порядке приняли решение об объединении кандидатур, не посоветовавшись с ним. Встреча Хана и Кима 7 мая завершилась безрезультатно.
10 мая партия «Сила народа» заявила, что отзывает выдвижение Кима и вместо этого выдвигает Хана кандидатом на экстренном съезде в тот же день. Однако члены партии отклонили резолюцию, выдвигающую Хана кандидатом от партии, после общепартийного голосования, в результате чего выдвижение Кима было восстановлено. Хан принёс извинения за разногласия внутри партии и 11 мая официально завершил свою кампанию. Он также пообещал поддержать кандидатуру Ким Мун Су, но отклонил предложение последнего стать председателем его кампании.
27 мая 2025 года Хан Док Су и бывшему министру финансов Чхве Сан Моку запретили выезжать за границу после того, как их назвали подозреваемыми по делу о мятеже, в котором также обвиняется экс-президент Юн Сок Ёль, в связи с объявлением Юном военного положения. Запрет был вынесен после того, как была обнаружена запись с камер видеонаблюдения, на которой Хан разговаривает с бывшим министром обороны Ким Ён Хёном в день объявления военного положения.

## Личная жизнь
Хан женат на Чхве А Ён, детей не имеет.

## Награды
- Орден «За гражданские заслуги» (2013)
- Орден «За служебные заслуги» (2012)